# Mycogone rosea
Espèce
Mycogone rosea, est une espèce de champignons (Fungi) ascomycètes de la famille des Hypocreaceae. Il s'agit d'un mycoparasite qui provoque la maladie de la « môle » sur les genres Amanita, Inocybe, Agaricus, Russula, Lactarius et Lepiota. Cette maladie touche particulièrement les cultures de champignons de Paris (Agaricus bisporus) auxquelles elle peut provoquer de sérieux dégâts ainsi que les célèbres Oronges (Amanita caesarea),.
Les symptômes provoqués par la présence de Mycogone rosea sont des gonflements et boursouflures qui déforment l'hôte au point que le sporophore ne soit plus qu'une masse informe et gluante recouverte d'une moisissure d'abord blanchâtre puis rosâtre et enfin roussâtre. Il apparaît que la couleur rose de M. rosea lui est propre (les Agarics étant également roses, la question de l'origine de sa couleur s'est posée) bien que son intensité dépende de la richesse du substrat sur lequel il se développe.
Le mycélium est formé de grosses spores globuleuses naissant de l'extrémité renflée des filaments : ce sont des chlamydospores fournissant des conidies bicellulaires, dont la cellule supérieure est à paroi épaisse, garnie de petites pointes à maturité et la cellule inférieure est lisse, à paroi plus mince,.
L'espèce proche Hypomyces perniciosa, plus rare, qui parasite le Rosé des prés (Agaricus campestris), s'en distingue par une coloration jamais rose et par la taille de ses chlamydospores, de moitié plus petites (17 µm contre 37 en moyenne pour la grosse cellule supérieure).

Mycogone rosea
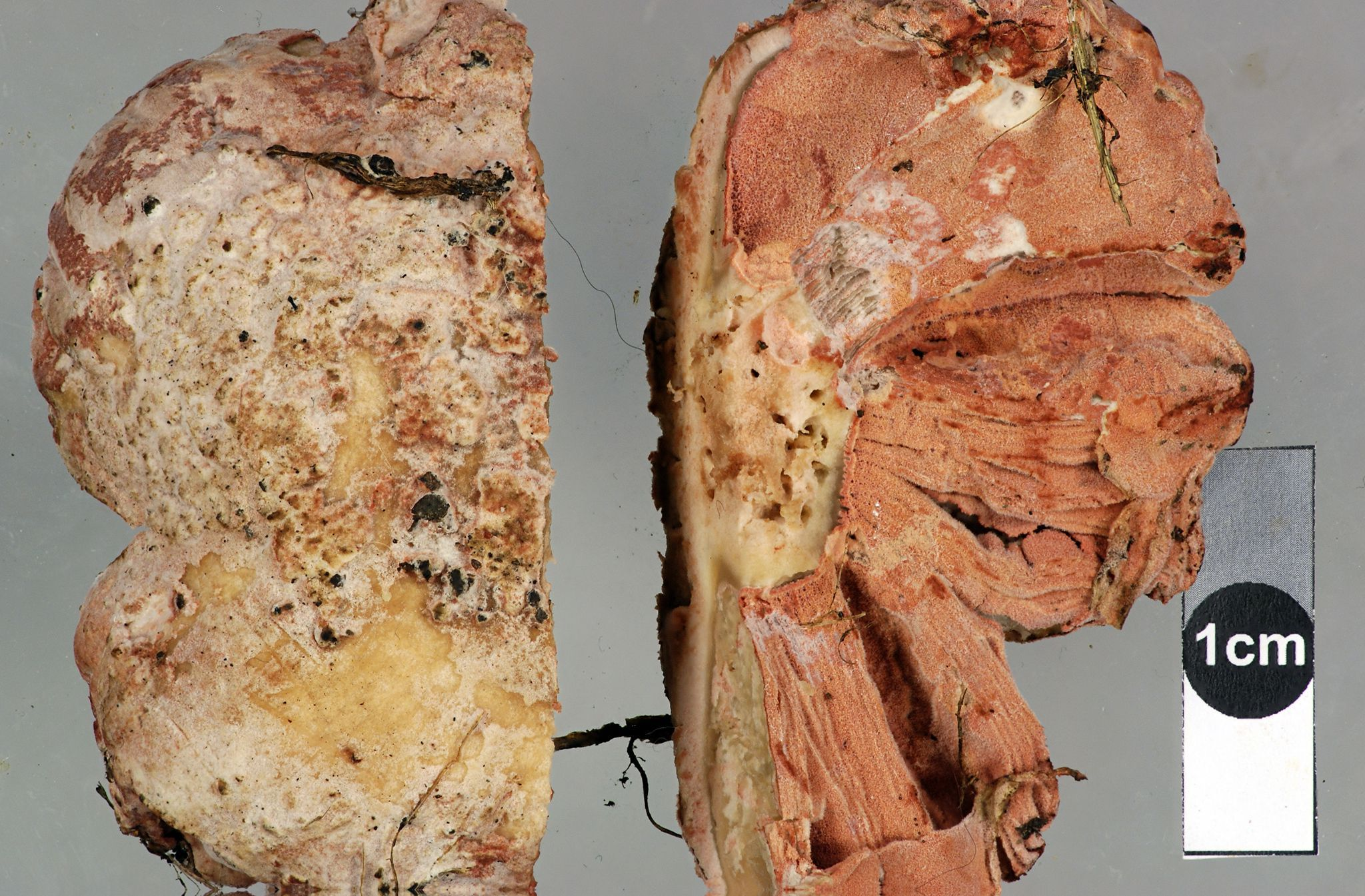
Hôte parasité par Mycogone rosea coupé en deux, vue externe et interne (Nouvelle-Zélande).
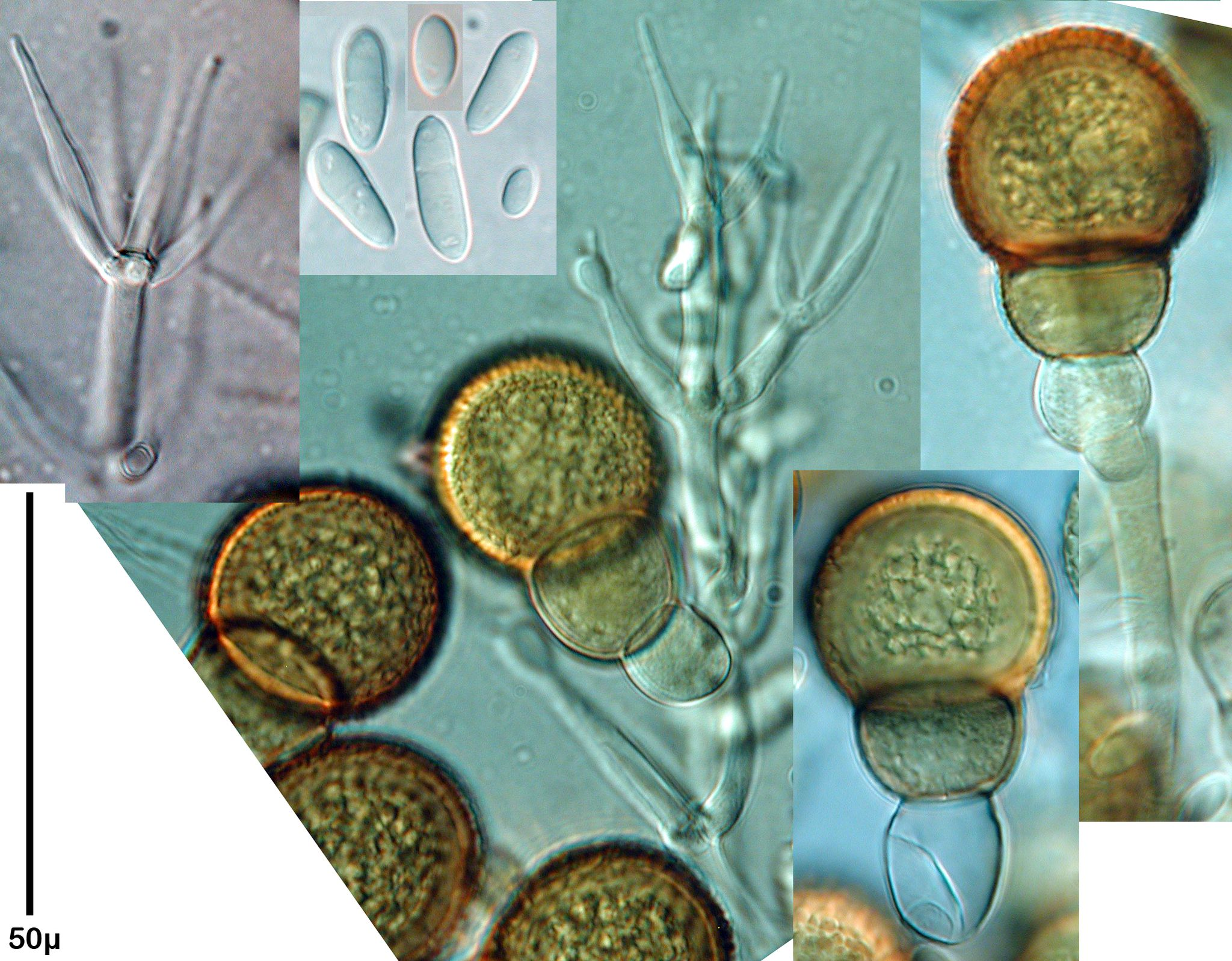
Conidiophores et conidies